# Stemorrhages marthesiusalis
Stemorrhages marthesiusalis là một loài bướm đêm trong họ Crambidae.